# Драгосињци
Драгосињци су насељено место града Краљева у Рашком округу. Према попису из 2022. било је 589 становника.

## Познате личности
- Миле Игњатовић, српски фолк певач.

## Демографија
У насељу Драгосињци живи 547 пунолетних становника, а просечна старост становништва износи 41,4 година (39,7 код мушкараца и 43,1 код жена). У насељу има 215 домаћинстава, а просечан број чланова по домаћинству је 3,13.
Ово насеље је великим делом насељено Србима (према попису из 2002. године), а у последња три пописа, примећен је пад у броју становника.
|  |

| Демографија | Демографија | Демографија |
| Година      | Становника  | Становника  |
| ----------- | ----------- | ----------- |
| 1948.       | 849         |             |
| 1953.       | 915         |             |
| 1961.       | 873         |             |
| 1971.       | 803         |             |
| 1981.       | 809         |             |
| 1991.       | 746         | 743         |
| 2002.       | 672         | 697         |

| Етнички састав према попису из 2002.‍ | Етнички састав према попису из 2002.‍ | Етнички састав према попису из 2002.‍ | Етнички састав према попису из 2002.‍ | Етнички састав према попису из 2002.‍ |
| ------------------------------------ | ------------------------------------ | ------------------------------------ | ------------------------------------ | ------------------------------------ |
|                                      |                                      |                                      |                                      |                                      |
| Срби                                 | Срби                                 |                                      | 650                                  | 96,72%                               |
| Црногорци                            | Црногорци                            |                                      | 6                                    | 0,89%                                |
| Руси                                 | Руси                                 |                                      | 1                                    | 0,14%                                |
| непознато                            | непознато                            |                                      | 11                                   | 1,63%                                |

| Година пописа     | 1948. | 1953. | 1961. | 1971. | 1981. | 1991. | 2002. |
| ----------------- | ----- | ----- | ----- | ----- | ----- | ----- | ----- |
| Број домаћинстава | 159   | 172   | 192   | 201   | 233   | 220   | 215   |

| Број чланова      | 1  | 2  | 3  | 4  | 5  | 6  | 7 | 8 | 9 | 10 и више | Просек |
| ----------------- | -- | -- | -- | -- | -- | -- | - | - | - | --------- | ------ |
| Број домаћинстава | 42 | 58 | 29 | 42 | 19 | 15 | 6 | 4 | 0 | 0         | 3,13   |

| Пол    | Укупно | Неожењен/Неудата | Ожењен/Удата | Удовац/Удовица | Разведен/Разведена | Непознато |
| ------ | ------ | ---------------- | ------------ | -------------- | ------------------ | --------- |
| Мушки  | 284    | 89               | 172          | 13             | 10                 | 0         |
| Женски | 287    | 51               | 174          | 55             | 7                  | 0         |
| УКУПНО | 571    | 140              | 346          | 68             | 17                 | 0         |

| Пол    | Укупно                    | Пољопривреда, лов и шумарство | Рибарство                            | Вађење руде и камена | Прерађивачка индустрија       |
| ------ | ------------------------- | ----------------------------- | ------------------------------------ | -------------------- | ----------------------------- |
| Мушки  | 158                       | 47                            | 0                                    | 0                    | 35                            |
| Женски | 99                        | 58                            | 0                                    | 0                    | 10                            |
| УКУПНО | 257                       | 105                           | 0                                    | 0                    | 45                            |
| Пол    | Производња и снабдевање   | Грађевинарство                | Трговина                             | Хотели и ресторани   | Саобраћај, складиштење и везе |
| Мушки  | 5                         | 18                            | 9                                    | 2                    | 11                            |
| Женски | 0                         | 1                             | 5                                    | 5                    | 2                             |
| УКУПНО | 5                         | 19                            | 14                                   | 7                    | 13                            |
| Пол    | Финансијско посредовање   | Некретнине                    | Државна управа и одбрана             | Образовање           | Здравствени и социјални рад   |
| Мушки  | 0                         | 1                             | 10                                   | 1                    | 8                             |
| Женски | 0                         | 0                             | 1                                    | 5                    | 8                             |
| УКУПНО | 0                         | 1                             | 11                                   | 6                    | 16                            |
| Пол    | Остале услужне активности | Приватна домаћинства          | Екстериторијалне организације и тела | Непознато            | Непознато                     |
| Мушки  | 8                         | 0                             | 0                                    | 3                    | 3                             |
| Женски | 4                         | 0                             | 0                                    | 0                    | 0                             |
| УКУПНО | 12                        | 0                             | 0                                    | 3                    | 3                             |